# 오오니시 사오리
오오니시 사오리(일본어: 大西 沙織 おおにし さおり[*], 1992년 8월 6일 ~ )는 일본의 성우이다. 지바현 출신. 아임 엔터프라이즈 소속.

## 주요 출연작

### TV 애니메이션
- 2012년
  - 사쿠라장의 애완 그녀 - 후카야 시호
  - AKB0048 - 유카의 여동생
  - TARI TARI - 오오타니 마사미

- 2013년
  - 내 여동생이 이렇게 귀여울 리가 없어 2기 - 여자
  - 스트라이크 더 블러드 - 라 포리아 리하바인, 버틀러의 인질 중 한 명
  - 전희절창 심포기어G - 타카하시 아유무
  - 코토우라 양 - 카오루, 반장, 부재중 전화 서비스 목소리, 여고생
  - 역시 내 청춘의 러브 코미디는 잘못됐다. - 여고생

- 2014년
  - 리틀 버스터즈! EX - 요리부원
  - 마법과고교의 열등생 - 치요다 카논
  - 마지모지 루루모 - 마녀
  - 백은의 의지 아르제보른 - 제이미 하자포드
  - 블레이드 앤 소울 - 미하루
  - 위치 크래프트 워크스 - 킹
  - 인생상담 TV애니메이션 「인생」 - 무라카미 에미
  - 정령사의 검무 - 피아나 레이 올데시아
  - 최근 여동생의 상태가 조금 이상한 것 같다만 - 테니스 부원
  - 호리씨와 미야무라군 - 여학생
  - selector infected WIXOSS - 피루루크

- 2015년
  - 게이트 - 자위대. 그의 땅에서, 이처럼 싸우며 - 마미나
  - 내가 아가씨 학교에 '서민 샘플'로 납치당한 사건 - 쿠죠 미유키
  - 던전에서 만남을 추구하면 안 되는 걸까 - 아이즈 발렌슈타인
  - 몬스터 아가씨가 있는 일상 - 도페르
  - 미카구라 학원 조곡 - 미카구라 세이사
  - 발키리 드라이브 머메이드 - 하스미 레인
  - 시원찮은 그녀를 위한 육성방법 - 사와무라 스펜서 에리리
  - 식극의 소마 - 아라토 히사코, 에노모토 마도카
  - 전파교사 - 모모조노 마키나
  - 죠죠의 기묘한 모험: 스타더스트 크루세이더즈 - 커플 B
  - 주문은 토끼입니까?? - 카레데 유라
  - 학전도시 애스터리스크 - 레티시아 블랑샤르
  - 헤비 오브젝트 - 샤를로트 줌
  - 헬로!! 금빛 모자이크 - 쿠제하시 아카리

- 2016년
  - 걸리시 넘버 - 시바사키 카즈하
  - 경녀!!!!!!!! - 토요구치 논
  - 몬스터 스트라이크 - 이치노세 시노
  - 사이키 쿠스오의 재난 - 애완동물 주인
  - 식극의 소마 두 번째 접시 - 아라토 히사코
  - 아만츄! - 니노미야 아이
  - 최약무패의 신장기룡 - 알테리제 메이클레어
  - 플립 플래퍼즈 - 이로도리 이로하
  - 학전도시 애스터리스크 2 - 레티시아 블랑샤르
  - 헌드레드 - 네사토
  - Lostorage incited WIXOSS - 미즈시마 키요이
  - WWW.WORKING!! - 여성

- 2017년
  - 가브릴 드롭아웃 - 츠키노세 비네트 에이프릴
  - 마법진 구루구루 - 룬룬
  - 변변찮은 마술강사와 금기교전 - 알리시아 7세
  - 소드 오라토리아 - 아이즈 발렌슈타인
  - 시원찮은 그녀를 위한 육성방법 ♭ - 사와무라 스펜서 에리리
  - 식극의 소마 세번째 접시 - 아라토 히사코
  - 싸움대장 소녀 -Girl Beats Boys- - 키라 린타로(소년시절)
  - 에로망가 선생 - 센쥬 무라마사
  - 이세계 식당 - 쿠로
  - 클락워크 플래닛 - 마리 벨 브레게

- 2018년
  - 도사의 무녀 - 쥬죠 히요리
  - 더블데커! 더그&키릴 - 엘
  - 벨제붑 아가씨의 뜻대로 - 벨제붑
  - 식극의 소마 세번째 접시 토오츠키 열차편 - 아라토 히사코
  - 아만츄! ~어드밴스~ - 니노미야 아이
  - 앨리스 or 앨리스 - 루하
  - 오버로드3 - 류미엘
  - 우마무스메 PRETTY DERBY - 메지로 맥퀸
  - 율리시스: 잔 다르크와 연금의 기사 - 샤를로트
  - 코믹 걸즈 - 이로카와 루키
  - Lostorage conflated WIXOSS - 미즈시마 키요이

- 2019년
  - 던전에서 만남을 추구하면 안 되는 걸까 Ⅱ - 아이즈 발렌슈타인
  - 미니 도사 - 쥬죠 히요리
  - 부기팝은 웃지 않는다 - 키리마 나기
  - 불쾌한 모노노케안 속 - 아베노 하루이츠키(少)
  - 소드 아트 온라인 앨리시제이션: War of Underworld - 렌쥬
  - 식극의 소마 네 번째 접시 - 아라토 히사코
  - 아이카츠 온 퍼레이드! - 앨리시아 샬롯
  - 아이카츠 프렌즈! ~빛나는 쥬얼~ - 앨리시아 샬롯
  - 우리는 공부를 못해 - 세키죠 사와코
  - 이세계 치트 마술사 - 아르세나 M 노먼
  - 이 세상 끝에서 사랑을 노래하는 소녀 ~YU-NO~ - 이치죠 미츠키
  - 흔해빠진 직업으로 세계최강 - 시라사키 카오리

- 2020년
  - 던전에서 만남을 추구하면 안 되는 걸까 Ⅲ - 아이즈 발렌슈타인
  - 데이트 어 불릿 - 하얀 여왕
  - 몬스터 아가씨의 의사 선생님 - 사펜티드 네이크스
  - 주문은 토끼입니까? BLOOM - 카레데 유라
  - 타마요미 - 요시카와 카즈미
  - 하이큐 - 아마나이 카노카

- 2021년
  - 소꿉친구가 절대로 지지 않는 러브 코미디 - 모모사카 마리아
  - 섀도 하우스 - 미아 / 사라
  - 우마무스메 PRETTY DERBY 시즌 2 - 메지로 맥퀸
  - 이세계 식당 2 - 쿠로
  - 장갑 소녀 전기 - 쿄우카
  - SELECTION PROJECT - 쿠루스 세이라
  - Sonny Boy - 노조미

- 2022년
  - 귀엽기만 한 게 아닌 시키모리 양 - 시키모리
  - 살애 - 샤토 댄크워스
  - 흔해빠진 직업으로 세계최강 2기 - 시라사키 카오리

### OVA / 극장 애니메이션
- 2013년
  - 극장판 공의 경계 미래복음 - 나오미
  - AURA 마류인 코우가 최후의 싸움 - 사하라

- 2015년
  - 스트라이크 더 블러드 발큐리아의 왕국편 - 라 포리아 리하바인

- 2016년
  - 금빛 모자이크: 프리티 데이즈 - 쿠제하시 아카리
  - 퀸즈 블레이드 그리무와르 - 이상한 나라의 암흑사 앨리시아

- 2019년
  - 에로망가 선생 - 센쥬 무라마사
  - 시원찮은 그녀를 위한 육성방법 Fine - 사와무라 스펜서 에리리
  - 극장판 던전에서 만남을 추구하면 안 되는 걸까: 오리온의 화살 - 아이즈 발렌슈타인

- 2020년
  - 도사의 무녀 : 새겨진 일섬의 등불 - 쥬죠 히요리
  - 던전에서 만남을 추구하면 안 되는 걸까 2 OVA - 아이즈 발렌슈타인
  - 데이트 어 불릿 - 하얀 여왕

- 2024년
  - 데드데드 데몬즈 디디디디 디스트럭션

### 게임
- 2012년
  - Glass Heart Princess - 미우

- 2014년 
  - 도쿄 세븐스 시스터즈 - 알레산드라 수스
  - 초여신신앙 느와르 격신블랙하트 - 아인 알
  - 하얀고양이 프로젝트 - 메이린

- 2015년
  - 그랑블루 판타지 - 미라오르
  - 마괴신 트릴리온 - 마몬
  - 백의성 애정 의존증 - 단역
  - 밤이 없는 나라 - 초대성녀 교황 루드게이트
  - 시원찮은 그녀를 위한 육성방법 -blessing flowers- - 사와무라 스펜서 에리리
  - UNDER NIGHT IN-BIRTH - 포논

- 2016년
  - 건담 브레이커 3 - 미소라
  - 소녀전선 - M14, 마이크로 우지
  - 소멸도시 - 로즈 뱅크, 집행기관의 일원
  - 소울워커 - 클로이
  - 스타리 걸즈 -호시무스메- - 포말하우트, 베네트나시
  - 이스 Ⅷ : 다나의 라크리모사 - 다나 이클루시아
- 2017년
  - 라라마지 - 아야세 린
  - 아만츄! - 니노미야 아이
  - 이 세상 끝에서 사랑을 노래하는 소녀 ~YU-NO~ (리메이크판) - 이치죠 미츠키
  - 크루세이더 퀘스트 - 히미코
  - 파이어 엠블렘 히어로즈 - 소피야, 라케시스

- 2018년
  - 데드 오어 얼라이브 익스트림 비너스 베케이션 - 타마키
  - 도사의 무녀 : 새겨진 일섬의 등불 - 쥬죠 히요리
  - 벽람항로 - 마야
  - 브라운더스트 - 에레니르
  - 아르피엘 - 한나

- 2019년
  - 랑그릿사 1 & 2 - 리아나, 라나
  - 엑소스 히어로즈 - 레라
  - 이스 Ⅸ: 몬스트룸 녹스 - 카를라 펜들턴
  - 프린세스 커넥트! Re:Dive - 호마레
  - WACCA - 엘리자베스

- 2020년
  - 동방 캐논볼 - 나가에 이쿠
  - 푸른 맹세 - 쾨니히스베르크, 퀸 엘리자베스

- 2021년
  - 우마무스메 PRETTY DERBY - 메지로 맥퀸
  - METALLIC CHILD - 아이슬라
  - 테일즈 오브 루미나리아 - 알렉산드라 폰 손